# Coprosma polymorpha
Coprosma polymorpha är en måreväxtart som beskrevs av Walter Reginald Brook Oliver. Coprosma polymorpha ingår i släktet Coprosma och familjen måreväxter. Inga underarter finns listade i Catalogue of Life.